# Love Street
Die Love Street (eigentlich St. Mirren Park) war ein Fußballstadion in der schottischen Stadt Paisley, Es war die Heimspielstätte des Fußballvereins FC St. Mirren. Der Name leitet sich vom Namen der umliegenden Straße ab. Der Verein nutzte das Stadion von 1894 bis 2009, zuvor waren sie im Fullerton Park Stadium beheimatet. Die Love Street bot zuletzt 10.800 Plätzen. Der Rekord liegt bei 47.438 Besuchern und wurde 1949 bei einem Spiel gegen Celtic Glasgow erzielt.
Der FC St. Mirren hat an der Greenhill Road in Ferguslie Park ein neues Stadion errichtet, um dies zu finanzieren wurde das alte Gelände an der Love Street an Tesco verkauft. Das neue Stadion heißt ebenfalls St. Mirren Park und wurde am 31. Januar 2009 eröffnet. Nach dem Umzug wurde das Stadion geschlossen und abgerissen.

## Tribünen
Die Haupttribüne befand sich auf der südlichen Seite des Stadions, sie war aber kürzer als das Spielfeld. Die Westtribüne, auch Laidlaw Scott genannt, war die größte und für Gäste reservierte Tribüne. Am nördlichen Ende befand sich die North Bank wo sich meist die lautesten Fans des FC St. Mirren versammeln. Die neueste Tribüne befand sich im Osten, direkt an der Love Street und wurde Reid Kerr College Stand genannt.